# Oceanapia enigmatica
Oceanapia enigmatica är en svampdjursart som först beskrevs av Sarà 1978.  Oceanapia enigmatica ingår i släktet Oceanapia och familjen Phloeodictyidae. Inga underarter finns listade i Catalogue of Life.